# Альбин (Франция)
Альби́н (фр. Albine, окс. Albina) — коммуна во Франции, находится в регионе Юг — Пиренеи. Департамент — Тарн. Входит в состав кантона Мазаме-2 Валле-дю-Торе. Округ коммуны — Кастр.
Код INSEE коммуны — 81005.

## География

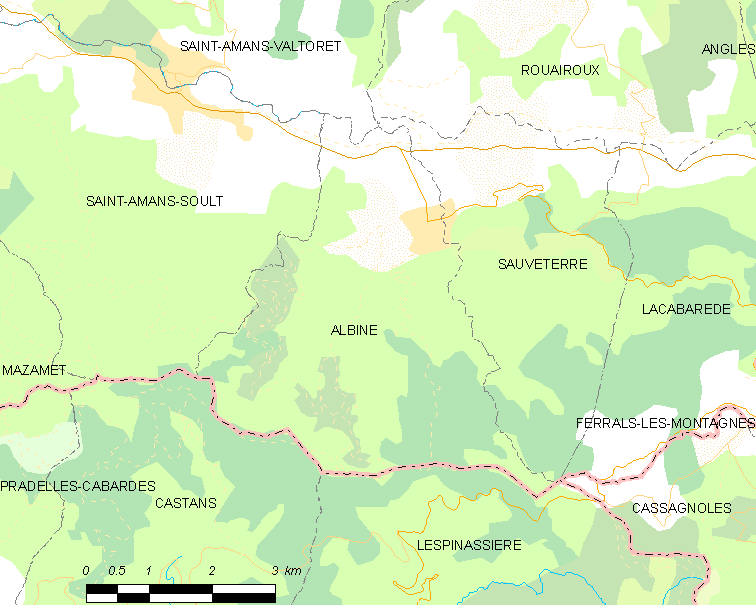
Карта коммуны

Коммуна расположена приблизительно в 600 км к югу от Парижа, в 90 км восточнее Тулузы, в 65 км к юго-востоку от Альби.
На севере коммуны протекает река Торе. Большую часть территории коммуны занимают леса.

## Климат
Климат умеренно-океанический. Зима мягкая и дождливая, лето жаркое с частыми грозами. Ветры довольно редки.

## Население
Население коммуны на 2010 год составляло 554 человека.
| 1962 | 1968 | 1975 | 1982 | 1990 | 1999 | 2010 |
| ---- | ---- | ---- | ---- | ---- | ---- | ---- |
| 607  | 619  | 586  | 593  | 566  | 546  | 554  |

## Экономика
В 2007 году среди 323 человек в трудоспособном возрасте (15—64 лет) 235 были экономически активными, 88 — неактивными (показатель активности — 72,8 %, в 1999 году было 68,9 %). Из 235 активных работали 206 человек (115 мужчин и 91 женщина), безработных было 29 (14 мужчин и 15 женщин). Среди 88 неактивных 29 человек были учениками или студентами, 35 — пенсионерами, 24 были неактивными по другим причинам.